# NGC 3953
NGC 3953 (другие обозначения — UGC 6870, MCG 9-20-26, ZWG 269.13, PGC 37306) — галактика в созвездии Большая Медведица.
Этот объект входит в число перечисленных в оригинальной редакции «Нового общего каталога».
В галактике были зарегистрированы вспышки двух сверхновых: SN 2001dp и SN 2006bp.
Галактика NGC 3953 входит в состав группы галактик M109. Помимо NGC 3953 в группу также входят ещё 42 галактики.